# Мартьяновка (Брянская область)
Мартьяновка — село в Клинцовском районе Брянской области, в составе Смотровобудского сельского поселения.

## География
Находится в западной части Брянской области на расстоянии приблизительно 8 км на восток-юго-восток по прямой от железнодорожного вокзала станции Клинцы.

## История
Упоминалось со второй половины XVIII века как слобода, владение Киево-Печерской лавры на территории Новоместской сотни Стародубского полка. С 1895 года село с церковью Александра Невского (не сохранилась). В середине XX века работали колхозы «Боевик», «Трудовой крестьянин». В 1976 году к селу присоединены были деревни Лутенск и Кореневка. В 1859 году здесь (деревня Суражского уезда Черниговской губернии) учтено было 70 дворов, в 1892—135.

## Население
Численность населения: 396 человек (1859), 637 человек (1892), 695 человек (2002), 597 человек (2010), 600 человек (2013).